# Litsea oblongifolia
Litsea oblongifolia är en lagerväxtart som beskrevs av Elmer Drew Merrill. Litsea oblongifolia ingår i släktet Litsea och familjen lagerväxter. Inga underarter finns listade i Catalogue of Life.